# Dassault Mirage 4000
O Mirage 4000 foi um protótipo de dois motores desenvolvido pela empresa francesa Dassault Aviation e que teve como base o caça Mirage 2000, em que compartilhava de um mesmo conjunto de características, como motores, asas em delta e aviônicas.
O desenvolvimento do protótipo foi totalmente financiado pelo seu fabricante, sendo este projeto posteriormente descontinuado.

## Desenvolvimento
Os estudos com o Mirage 4000 começaram no ano de 1976, em paralelo com as do Mirage 2000, caça que tinha acabado de ser escolhido para equipar a Força Aérea Francesa. Comparável em tamanho com os caças americano F-15 Eagle ou com o russo Su-27 Flanker, esta aeronave podia carregar três vezes mais combustível do que o Mirage 2000 e podia ser reabastecido em voo. Foi construído utilizando-se de materiais compostos de carbono permitindo uma considerável redução de peso e uma excelente resistência à fadiga, se tornando o primeiro avião do mundo a utilizar tal material.
O Mirage 4000 era equipado com canards na frente perto da entrada de ar e vinha equipado com dois motores SNECMA_M53-2 capazes de gerar 10 toneladas de empuxo.
Um ano após os primeiros testes com o Mirage 2000, o protótipo fez o seu primeiro voo no dia 9 de Março de 1979 na cidade de Istres, sob o comando de Jean-Marie Saget. No dia 11 de Abril do mesmo ano, durante o seu sexto teste, a aeronave já ultrapassava a velocidade de Mach 2. Durante os testes a aeronave apresentou um desempenho excepcional, atingindo a uma altura de 50.000 pés a velocidade de Mach 2 num tempo de 3 minutos e 50 segundos.

## Cancelamento do Projeto
O rei da Arábia Saudita e o Xá do Irã haviam demonstrado interesse no projeto antes mesmo de seu primeiro voo. Mas apesar disso, após várias conversas, as negociações acabaram não se concretizando e a Arábia Saudita acabou optando pela escolha do caça americano F-15. A França também se encontrava envolvido no programa do Mirage 2000, e optou por não financiar os cinco modelos que tinham sido pré-estabelecidos pelo fabricante. O programa foi finalmente abandonado no final dos anos 1980.
O protótipo chegou a realizar cerca de 290 voos e alguns dos conhecimentos adquiridos acabaram influenciando na construção do novo caça Rafale. Atualmente o protótipo se encontra no Museu do Ar e do Espaço, na cidade de Bourget na França.

## Aviões Similares
- F-15 Eagle
- Mikoyan-Gurevich MiG-29, Su-27 Flanker